# Войтовка (Винницкая область)
Войтовка (укр. Війтівка, пол. Wójtówka) — село в Бершадском районе Винницкой области Украины.

## История
С 1946 по 1995 годы село называлось Чапа́евка.
В октябре 1995 года Кабинет министров Украины утвердил решение о приватизации находившегося здесь птицеводческого совхоза «Бершадский».
Население по переписи 2001 года составляло 4434 человека.

## Адрес местного совета
24412, Винницкая область, Бершадский р-н, с. Войтовка, ул. Ленина, 28.